# Ghermănești (Banca), Vaslui
Ghermănești este un sat în comuna Banca din județul Vaslui, Moldova, România. Se află în partea de sud a județului,  în Dealurile Fălciului. La recensământul din 2002 avea o populație de 552 locuitori.